# Entraînement de printemps

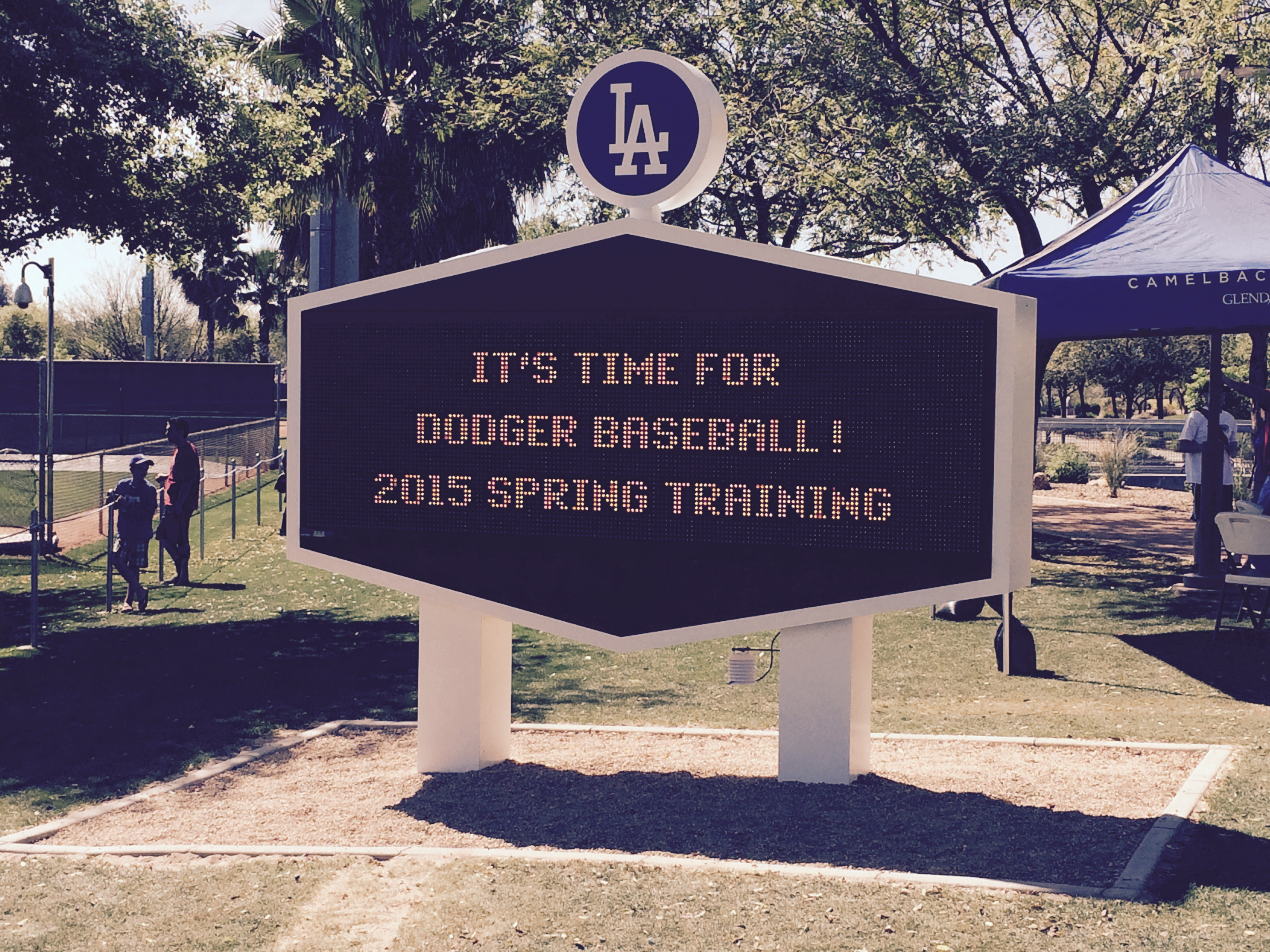
Camelback Ranch, à Phoenix (Arizona), site du camp d'entraînement des Dodgers de Los Angeles.

Pour les articles homonymes, voir Entraînement.
L'entraînement de printemps (Spring training en anglais) ou camp d'entraînement est la phase de préparation des équipes de Ligue majeure de baseball débutant entre la mi-février et le début du mois de mars et s'achèvant avec l'ouverture de la saison régulière du championnat, au début du mois d'avril. Des matches quasi quotidiens succèdent aux séances d'entraînement pour les joueurs sous contrat ainsi que d'autres joueurs à l'essai. Pour des raisons de météorologie, les camps d'entraînements des clubs de la MLB se trouvent en Floride (Grapefruit League) et en Arizona (Cactus League). 

## Histoire
L'entraînement de printemps se fait à l'origine sur le stade des clubs. En cas de mauvais temps, les joueurs s'entrainent en salle. La période d'entraînement excède alors rarement une à deux semaines avant l'ouverture de la saison. 
Dès 1869, pourtant, les Mutuals de New York passent la fin de l'hiver à La Nouvelle-Orléans. Idem pour les White Stockings de Chicago en 1870. Durant les années 1870, La Nouvelle-Orléans devient une destination assez prisée par les clubs de baseball, de ligues majeures ou de ligues mineures. Connie Mack et ses Washington Nationals sont les premiers à installer leur camp d'entraînement en Floride en 1888. 12 000 spectateurs assistent en 1888 à Jacksonville au match Washington-New York, première du genre en Floride. Au début du XXe siècle, toutes les franchises de ligues majeures ont un camp d'entraînement au Texas, Caroline du Nord, Caroline du Sud, Louisiane, Alabama ou en Géorgie. En 1947, les Indians de Cleveland s'installent en Arizona. Les villes se disputent désormais les équipes, et les enchères montent. Les municipalités rivalisent en matière d'équipements et de primes financières pour obtenir, durant deux mois, les joueurs de ligues majeures. L'opération est très rentable pour les franchises et pour les villes. Il faut attendre 1908 pour voir une franchise investir dans des installations d'entraînement de pré-saison. Les Giants de New York installent à cette date un camp d'entraînement permanent à Marlin Springs, au Texas. 
Désormais, les camps d'entraînement des franchises de la MLB se trouvent en Arizona (Cactus League) ou en Floride
(Grapefruit League). Les rencontres qui opposent les équipes en préparation attirent plus d'un million de spectateurs sur environ cinq semaines (1,25 million en 2004). Selon le Dickson Baseball Dictionnary, l'appellation « Cactus League » entre en usage en 1954 ; « Grapefruit League » en 1929.

## Camps d'entraînements actuels

### Ligue des pamplemousses (Grapefruit League) (Floride)

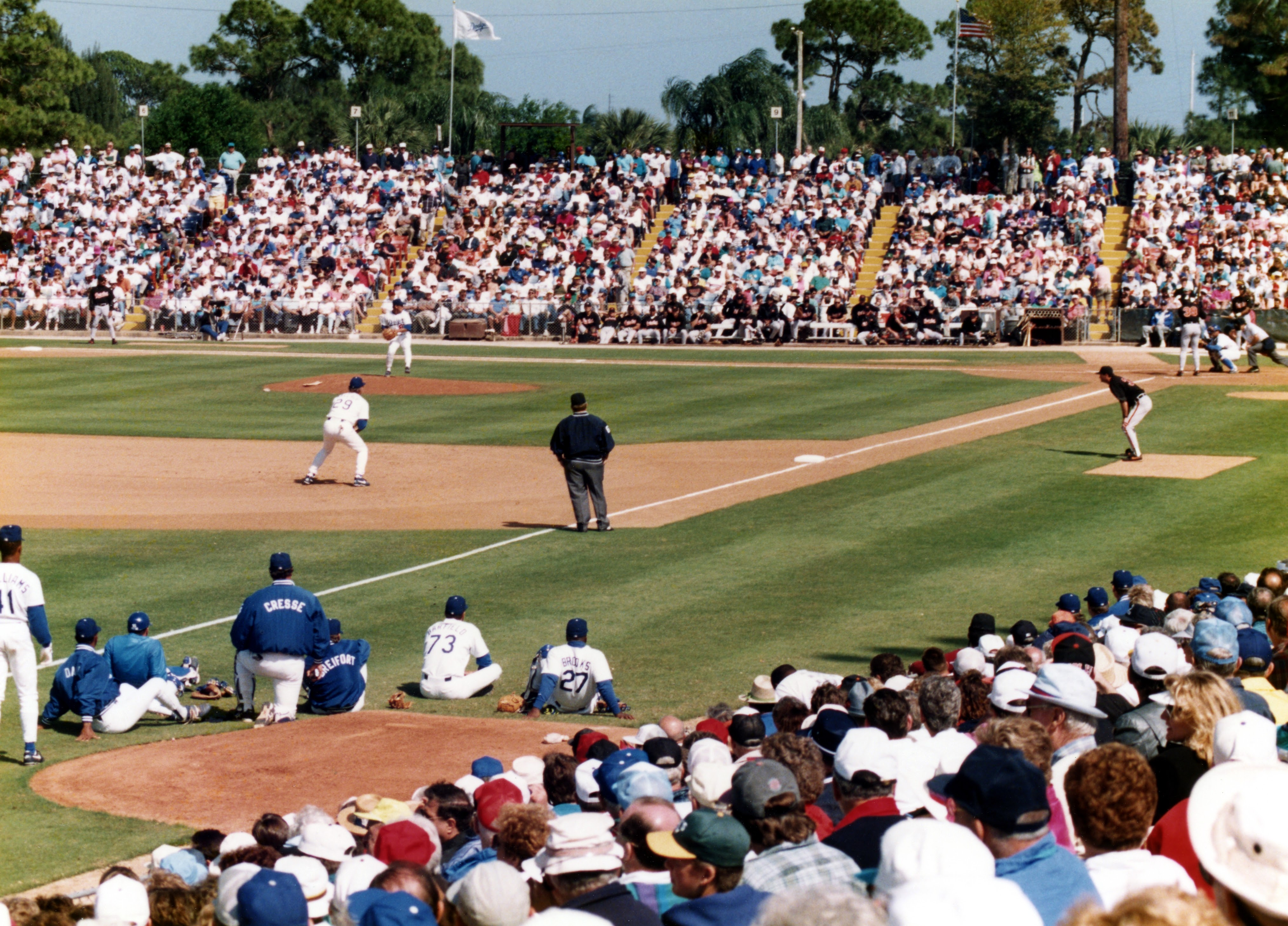
Match de la Ligue des Pamplemousses en 1994

- Braves d'Atlanta : CoolToday Park, North Port.
- Orioles de Baltimore : Ed Smith Stadium, Sarasota.
- Red Sox de Boston : JetBlue Park, Fort Myers.
- Tigers de Détroit : Joker Marchant Stadium, Lakeland.
- Marlins de la Floride : Roger Dean Stadium, Jupiter.
- Astros de Houston : Cacti Park of the Palm Beaches, West Palm Beach.
- Twins du Minnesota : Hammond Stadium, Fort Myers.
- Mets de New York : First Data Field, Port Sainte-Lucie.
- Yankees de New York : George M. Steinbrenner Field, Tampa.
- Phillies de Philadelphie : Bright House Field, Clearwater.
- Pirates de Pittsburgh : McKechnie Field, Bradenton.
- Cardinals de Saint-Louis : Roger Dean Stadium, Jupiter.
- Rays de Tampa Bay : Charlotte Sports Park, Port Charlotte.
- Blue Jays de Toronto : Dunedin Stadium, Dunedin.
- Nationals de Washington : Space Coast Stadium, Viera.

### Ligue des cactus (Cactus League) (Arizona)

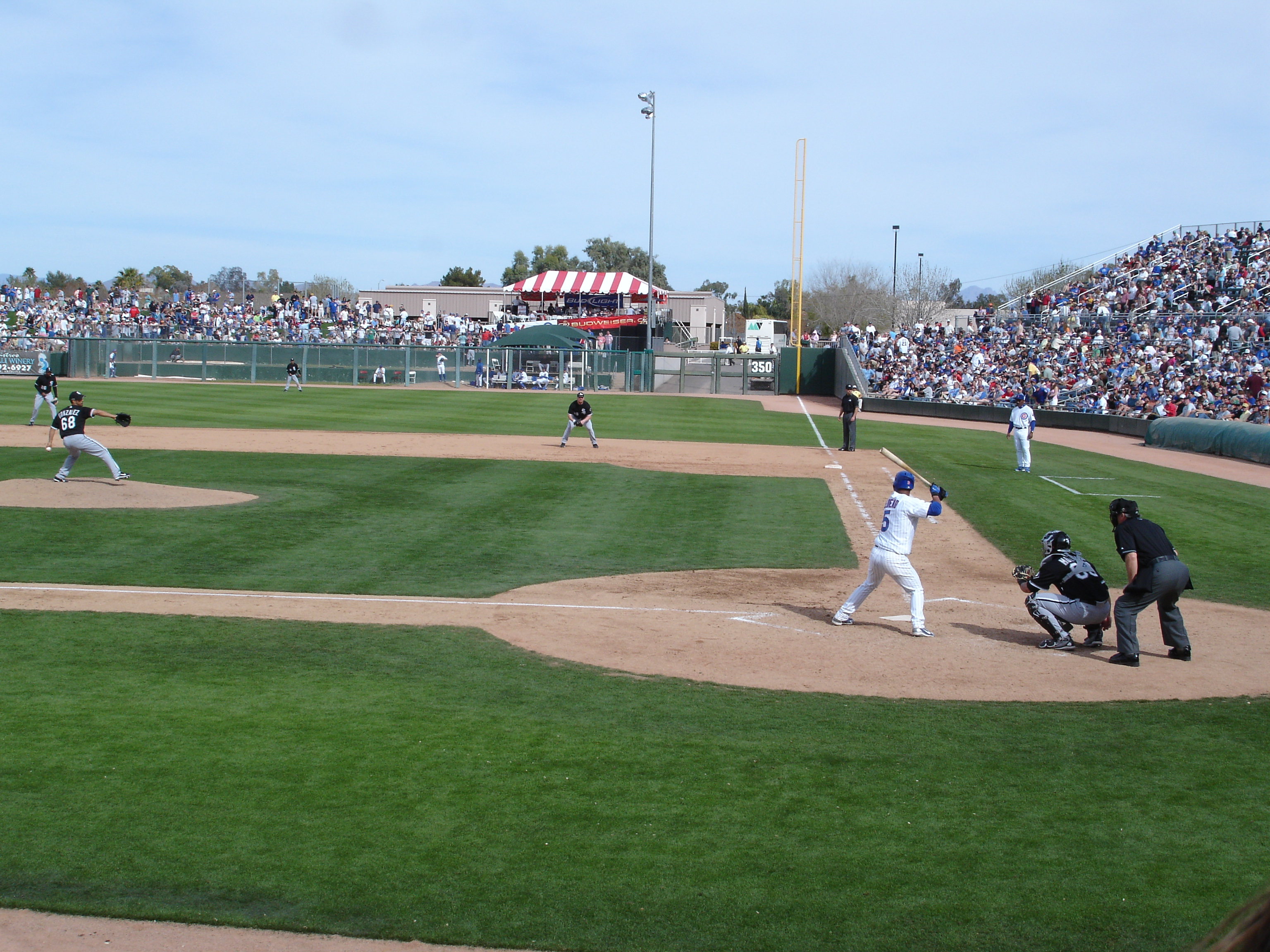
Cubs contre White Sox au HoHoKam Park

- Diamondbacks de l'Arizona : Salt River Fields at Talking Stick, Salt River Pima-Maricopa Indian Community.
- Cubs de Chicago : Sloan Park, Mesa.
- White Sox de Chicago : Camelback Ranch, Glendale.
- Reds de Cincinnati : Goodyear Ballpark, Goodyear.
- Indians de Cleveland : Goodyear Ballpark, Goodyear.
- Rockies du Colorado : Salt River Fields at Talking Stick, Salt River Pima-Maricopa Indian Community.
- Royals de Kansas City : Surprise Stadium, Surprise.
- Angels de Los Angeles d'Anaheim : Tempe Diablo Stadium, Tempe.
- Dodgers de Los Angeles : Camelback Ranch, Glendale.
- Brewers de Milwaukee : Maryvale Baseball Park, Phoenix.
- Athletics d'Oakland : HoHoKam Park, Mesa.
- Padres de San Diego : Peoria Sports Complex, Peoria.
- Giants de San Francisco : Scottsdale Stadium, Scottsdale.
- Mariners de Seattle : Peoria Sports Complex, Peoria.
- Rangers du Texas : Surprise Stadium, Surprise.